# Arcibiskup

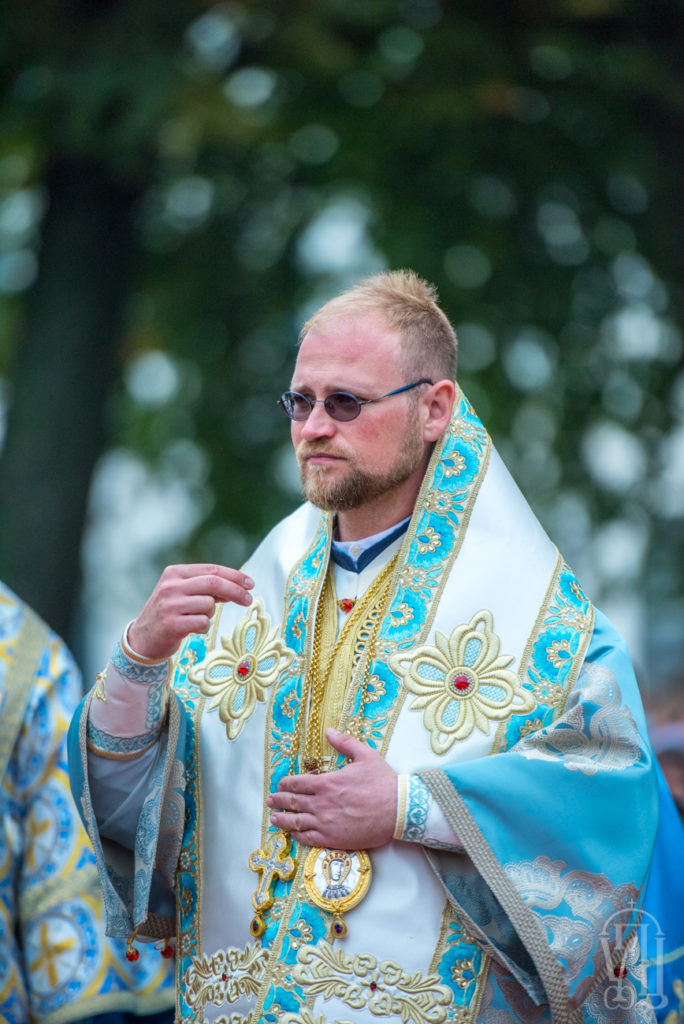
Arcibiskup Jiří činí znamení kříže během liturgie (2018)

Arcibiskup (z řeckého αρχι – prvý + biskup) je označení biskupa se zvláštním postavením. V římskokatolické církvi se jako arcibiskup označuje sídelní biskup metropolitní diecéze – arcidiecéze, který stojí v čele církevní provincie jakožto metropolita. (Dříve hodnost arcibiskupa příslušela pouze některým vybraným biskupům prastarých diecézí.) 
V anglikánské církvi je pojetí podobné, arcibiskupem je biskup stojící v čele provincie. 
Ve východních církvích jsou obvykle metropolita a arcibiskup rozdílné a na sobě nezávislé tituly.
Z hlediska biskupského svěcení jsou hodnosti biskupa a arcibiskupa totožné („povýšení“ z biskupa na arcibiskupa nevyžaduje žádné další svěcení, k tomu dochází jen pokud dotyčný nebyl biskupem a je rovnou učiněn arcibiskupem), rozdíl je v prestiži titulu a v postavení v rámci církevní hierarchie.

## Arcibiskup v římskokatolické církvi
Arcibiskup římskokatolické církve má oproti biskupovi několik výsad navíc. Pomineme-li samotnou prestiž titulu, arcibiskup má jiný znak: obsahuje řadu třásní navíc (10 na každé straně proti 6 biskupovým), může na něm mít arcibiskupský kříž (dvojitý) a v případě, že jde o metropolitu, také pallium (které ale papež může udělit i nemetropolitním arcibiskupům ad personam).

### Sídelní arcibiskup

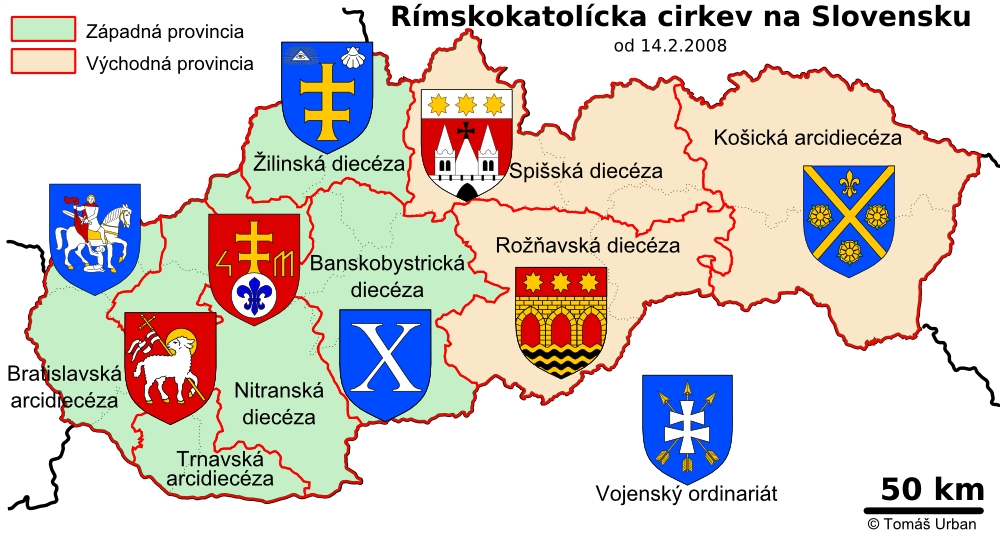
Slovenské církevní provincie – arcidiecéze bratislavská a košická jsou hlavy církevních provincií, arcidiecéze trnavská je sufragánní

Arcibiskup, jehož titul není osobní, ale nosí ho jakožto hlava arcidiecéze (tzv. sídelní arcibiskup), je většinou zároveň metropolitou: hlavou církevní provincie, kterou jeho arcidiecéze tvoří s dalšími, sufragánními dicecézemi. V dřívějších dobách by měla podřízenost sufragánnů metropolitovi velký praktický význam, nicméně postupně byla metropolitům odebrána většina pravomocí, které byly přesunuty buďto směrem k papeži, nebo na diecézní biskupy samotné. V současné době je tedy pozice metropolity spíše symbolická: je formální hlavou provincie, má právo vystupovat s odznakem své moci (palliem) po celém území své provincie, jeho úkolem je dohlížet na řádný provoz sufragánních diecézí a případně informovat papeže o problémech. Dle Kodexu kanonického práva může též jmenovat správce neobsazené sufragánní diecéze či provést v ní vizitaci schválenou Svatým stolcem.
Kodex kanonického práva latinské církve z roku 1983 stanoví pro arcibiskupa-metropolitu (kán. 436) jeho úkoly pro sufragánní diecézi:
- bdít nad vírou a církevní disciplínou, a informovat římského biskupa o jejich porušení;
- provádět, se souhlasem Apoštolského stolce, kanonické vizitace, jestliže sufragánní biskup tuto povinnost zanedbává;
- jmenovat administrátora diecéze při uprázdnění biskupského stolce, jestliže nebyl jmenován do 8 dní po tomto uprázdnění.

Tento kánon pak zároveň výslovně vylučuje, že by měl metropolita jiné fakulty v sufragánních diecézích než ty, které kánon stanoví.
Jak již bylo naznačeno, z výše zmíněného pravidla existují výjimky – např. arcidiecéze štrasburská, či arcidiecéze vaduzská které nejsou součástí žádné církevní provincie, arcidiecéze avignonská, která je sufragánní diecézí arcidiecéze marseilleské, či arcidiecéze trnavská, která je sufragánní diecézí arcidiecéze bratislavské.

### Titulární arcibiskup
Mimo tyto metropolity (resp. sídelní arcibiskupy) existují ještě tzv. titulární arcibiskupové – obvykle se jedná o arcibiskupy, kteří dostali titul jakožto výraz osobního uznání (též osobní arcibiskup), podobně lze chápat titulární arcibiskupy (s titulem vztaženým k zaniklé arcidiecézi), který dostávají zejména vysocí úředníci Kurie či vatikánští diplomaté.

### Ostatní arcibiskupové
Krom již zmíněného osobního arcibiskupa, sídelního arcibiskupa a titulárního arcibiskupa se lze setkat ještě s emeritním arcibiskupem (arcibiskup, který rezignoval, např. kvůli vysokému věku, na úřad arcidecézního biskupa, nebo byl odvolán do nediecézního úřadu), který má podobné vymezení, jako osobní či titulární arcibiskup.
Posledním běžným případem je biskup koadjutor arcibiskupa, který se sice oficiálně nazývá arcibiskup koadjutor, ale má postavení pomocného biskupa, respektive biskupa koadjutora, bez arcibiskupských pravomocí.

## Arcibiskup v pravoslaví
V pravoslavných církvích má arcibiskup obdobné postavení jako v katolické církvi.

## Historický vývoj
Ve 4. století příslušel titul arcibiskup pouze alexandrijskému biskupovi, v 5. století biskupovi římskému, antiochijskému, jeruzalémskému (Pentarchie) a cézarejskému, od chalcedonského koncilu (čtvrtý všeobecný) z roku 451 římskému, antiochijskému, jeruzalémskému a cařihradskému, zároveň se papežové a patriarchové nazývali „archiepiscopi universales“. Od 6. století se začal titul arcibiskup používat pro metropolitní diecéze, později vznikla ještě další použití (osobní a titulární arcibiskup).

## Čeští a moravští arcibiskupové

### Katolická církev
V České republice momentálně (stav k 9. únoru 2024) působí dva katoličtí arcibiskupové ve funkci (arcibiskup pražský Jan Graubner a arcibiskup olomoucký Josef Nuzík) a jeden emeritní arcibiskup (emeritní arcibiskup pražský kardinál Dominik Duka). Emeritní arcibiskup pražský Miloslav Vlk zemřel 18. března 2017. Dne 23. května 2011 zemřel osobní arcibiskup Karel Otčenášek, biskup královéhradecký.

### Pravoslavná církev
V rámci Pravoslavné církve působí arcibiskup Jáchym, titulární arcibiskup berounský a Michal, arcibiskup pražský. Emeritním pražským arcibiskupem je Kryštof (emeritní metropolita pravoslavné církve v českých zemích a na Slovensku). Arcibiskup Juraj je českého původu, působící na Slovensku. 
V roce 2024 zemřel arcibiskup Simeon.

## Galerie

Vzor pro znak arcibiskupa-metropolity s obecnými insigniemi arcibiskupa včetně pallia.
Vzor pro znak arcibiskupa bez titulu metropolity
Vzor pro znak titulárního (osobního) arcibiskupa
Vzor pro znak salcburského arcibiskupa (Primas Germaniae)